# TANS ペルー222便墜落事故
TANS ペルー222便墜落事故（TANS ペルー222びんついらくじこ）は、2003年1月9日に発生した航空事故である。カピタン・FAP・ホセ・アベラルド・キニョネス・ゴンサレス国際空港からチャチャポヤス空港へ向かっていたTANS 222便（フォッカー F28-1000）がチャチャポヤス空港へのアプローチ中に墜落し、乗員乗客46人全員が死亡した。この事故はTANS ペルーによる航空事故の中で最悪の事故であった。

## 事故機
事故機のフォッカー F28-1000（OB-1396）は製造番号11100として製造され、1975年11月13日に初飛行した。エンジンはロールス・ロイス スペイ 555-15を搭載しており、総飛行時間は3,127時間であった。また、この機体は1995年まで政府専用機として使用されていた。

## 事故の経緯
222便は現地時間8時17分にカピタン・FAP・ホセ・アベラルド・キニョネス・ゴンサレス国際空港を出発し、075度の方位へ向かってFL190に達した。8時32分、222便は060度の方位へと左旋回し、その4分後にはFL130まで降下を始めた。8時41分にはパイロットがスピードブレーキを使用し、機体の対気速度は時速520キロから390キロまで減速した。その50秒後、222便はチャチャポヤス空港の滑走路13に合わせるために135度の方位への右旋回を開始した。しかし、8時46分に222便は標高3,450メートルのセロ・コロルケという名前で知られる丘に墜落し、乗員乗客46人全員が死亡した。
救助隊が222便の残骸を発見したのは事故から2日後のことであった。

## 事故調査

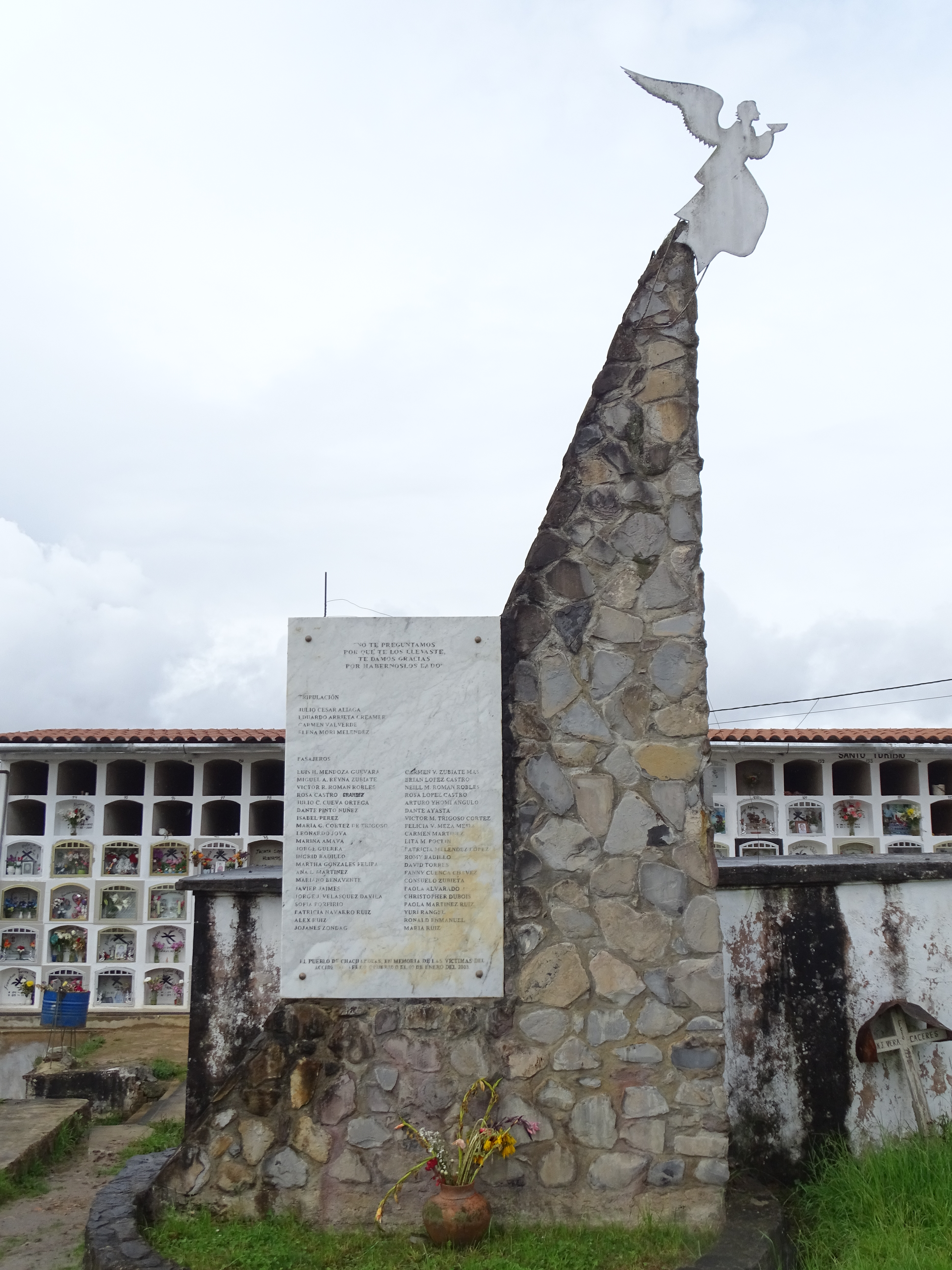
チャチャポヤス墓地にある222便の記念碑

ペルーの運輸通信省は事故直後に調査を開始し、コックピットボイスレコーダー（CVR）とフライトデータレコーダー（FDR）の両方が回収された。そのCVRを調査した結果、パイロットが自信過剰であり、指定されていた手順に従っていなかったことが判明した。着陸時のチェックリストは守られておらず、乗員間のコミュニケーションも不十分であった。
またチャチャポヤス空港には超短波全方向式無線標識（VOR）があったため、パイロットは空港のある方向は認識できていたが、距離測定装置がなかったために滑走路までの距離を確認することができなかった。そのことや当時の視界が非常に悪かったことが災いし事故に至った。
公式の事故調査報告書はパイロットの「無頓着」さと「効果的なコミュニケーションの欠如」によるCFITが原因である可能性が最も高いとしている。また、事故の4日前に副操縦士の父親が亡くなっていたことも副操縦士の注意を逸らした可能性もあるといわれる。さらに、TANS ペルーの経営陣が絶えず交代して賃金やボーナスが従業員に支払われておらず、パイロットの労働環境が満足できない状態であったことも判明した。